# ブランブル (掃海艇・初代)
ブランブル (HMS Bramble) はイギリス海軍の掃海艇。ハルシオン級。

## 艦歴
1937年11月22日起工。1938年7月12日進水。1939年6月22日竣工。
1941年2月20日、ハリッジ沖で爆撃を受け爆弾が命中したが、その爆弾は爆発しなかった。
1941年10月、「ブランブル」はPQ2船団の護衛1隻としてソ連のアルハンゲリスクへ向かった。これ以降、「ブランブル」はソ連へ向かう船団やソ連から戻る船団の護衛に従事した。
1942年12月、「ブランブル」はイギリスからソ連へ向かうJW51B船団を護衛した。12月31日にこの船団に対してドイツ艦隊が攻撃を仕掛け、バレンツ海海戦が発生した。海戦中に「ブランブル」はドイツ重巡洋艦「アドミラル・ヒッパー」から攻撃を受け撃沈された。